# ديكسي كارتر
ديكسي كارتر (بالإنجليزية: Dixie Carter)‏ (مواليد 25 مايو 1939 - الوفاة 10 أبريل 2010) هي ممثلة أمريكية بدأت مسيرتها الفنية عام 1960.

## الأعمال
- حياة واحدة للعيش
- كوينسي إم إي
- رجل النساء
- جيراني من عائلة يامادا
- ربات بيوت يائسات

## الترشيحات والجوائز
| السنة | الحدث                 | الفئة                      | النتيجة |
| ----- | --------------------- | -------------------------- | ------- |
| 1976  | جائزة المسرح العالمي  | أفضل ممثلة                 | فوز     |
| 2007  | جائزة إيمي            | ظهور متميز في حلقة كوميدية | فوز     |
| 2009  | مهرجان SXSW السينمائي | أفضل طاقم مؤلف             | فوز     |

## وصلات خارجية
- ديكسي كارتر على موقع IMDb (الإنجليزية)
- ديكسي كارتر على موقع ألو سيني (الفرنسية)
- ديكسي كارتر على موقع ميوزك برينز (الإنجليزية)
- ديكسي كارتر على موقع تيرنر كلاسيك موفيز (الإنجليزية)
- ديكسي كارتر على موقع أول موفي (الإنجليزية)
- ديكسي كارتر على موقع قاعدة بيانات برودواي على الإنترنت (الإنجليزية)
- ديكسي كارتر على موقع قاعدة بيانات الأفلام السويدية (السويدية)
- ديكسي كارتر على موقع إن إن دي بي (الإنجليزية)
- ديكسي كارتر على موقع ديسكوغز (الإنجليزية)
- ديكسي كارتر على موقع قاعدة بيانات الفيلم (الإنجليزية)

- الموقع الإلكتروني